# Gitla Szachmejster
Gitla Szachmejster (lub Szachmajster) – polska aktorka teatralna żydowskiego pochodzenia, wieloletna aktorka Teatru Żydowskiego w Warszawie.

## Kariera
| Teatr Żydowski w Warszawie - 1964: Wielka wygrana - 1962: Pieśń ujdzie cało... - 1962: Bar-Kochba - 1960: Trzynaście beczek dukatów - 1960: Strach i nędza III Rzeszy - 1959: Zielone pola | - 1961: Bitwa o Kozi Dwór |